# Chrysopilus saffranus
Chrysopilus saffranus är en tvåvingeart som först beskrevs av Jacques-Marie-Frangile Bigot 1887.  Chrysopilus saffranus ingår i släktet Chrysopilus och familjen snäppflugor. Inga underarter finns listade i Catalogue of Life.